# Tisethor
| G5 | U33 | s | t |

| G5 | U33 | s | t |

Tisethor (v egyptštině „tjst ḥr“ – přítelkyně boha Hora) byla dcera staroegyptské princezny Chekeretnebti a vnučka krále Džedkarea. Její otec není znám.
Zemřevši ve věku asi 15/16 let, byla pohřbena ve stejné mastabě jako její matka.